# Proexochokefalos
|  | Dieser Artikel wurde aufgrund von formalen oder inhaltlichen Mängeln in der Qualitätssicherung Biologie im Abschnitt „Paläontologie“ zur Verbesserung eingetragen. Dies geschieht, um die Qualität der Biologie-Artikel auf ein akzeptables Niveau zu bringen. Bitte hilf mit, diesen Artikel zu verbessern! Artikel, die nicht signifikant verbessert werden, können gegebenenfalls gelöscht werden. Lies dazu auch die näheren Informationen in den Mindestanforderungen an Biologie-Artikel. Begründung: Vollprogramm |

Proexochokefalos ist eine Gattung der Machimosauridae innerhalb der ausgestorbenen Gruppe der krokodilähnlichen Thalattosuchia. Die Gattung ist mit zwei Arten aus dem mittleren Jura (Callovium) Frankreichs und möglicherweise auch Englands sowie dem oberen Jura (Kimmeridgium) von Frankreich und der Schweiz bekannt.

## Etymologie und Forschungsgeschichte
Der Gattungsname Proexochokefalos setzt sich zusammen aus dem griechischen προεξοχή („proexochí“ = „Vorsprung“, „Höcker“) in Kombination mit κεφάλι / -κέφαλος („kefáli“ / „-kefálos“ = „Kopf“ / „-köpfig“). Die Erstbeschreiber der Gattung geben die Übersetzung des Namens, sehr frei, mit „Großer Kopf mit großen Höckern“ („Big head with big tuberosities“) an, eine wortwörtliche Übersetzung wäre wohl eher „Höckerköpfiger“.
Die Erstbeschreibung des Holotypus der Typusart Proexochokefalos heberti erfolgte 1876 durch Abel Morel de Glasville ursprünglich unter der Bezeichnung Steneosaurus heberti. Abel Morel de Glasville (1818–1889), der aus Neufchâtel-en-Bray stammte, war kein professioneller Naturwissenschaftler, sondern ein, ab 1865 in Paris ansässiger, Jurist. Seine Leidenschaft galt jedoch dem Sammeln von Fossilien, insbesondere in seiner alten Heimat, der Normandie. Seine Sammlung erlangte in Fachkreisen rasch breite Beachtung und bereits im November 1865 wurde Morel de Glasville, auf Betreiben von Ernest Munier-Chalmas und Edmond Hébert, als Mitglied in die Société géologique de France aufgenommen.
Morel de Glasville hatte das Fossil 1871 bei einem seiner Sammlungsausflüge zur bekannten Fossilfundstelle Les Vaches Noires an der Atlantikküste bei Villers-sur-Mer entdeckt. Der Fund gelang ihm in den später sogenannten Marnes de Dives (französisch „Mergel von Dives“), einer Abfolge von Mergeln mit vereinzelten Kalksteinbänken, welche die Basis der „Falaises des Vaches-Noires“ („Klippen der Schwarzen Kühe“) sowie die ihnen vorgelagerte Brandungsplattform bilden. Die Marnes de Dives sind an diesen Klippen dementsprechend nur bei Ebbe zugänglich und Morel de Glasville beschrieb den Fundort als eine Senke in der Brandungsplattform, die auch bei Niedrigwasser noch rund 60 cm unter Wasser stand. Das Fossil steckte zudem noch großteils in einem Block aus kompaktem, pyritführendem Kalkstein. Morel de Glasville, der sich des wissenschaftlichen Wertes seines Fundes bewusst war, gelang es trotzdem den fossilführenden Kalksteinblock zu bergen und er beschloss das Fossil eigenhändig aus seiner Matrix freizulegen und wissenschaftlich zu beschreiben. Sein Fund blieb in Fachkreisen jedoch nicht lange unbemerkt und insbesondere Eugène Eudes-Deslongchamps, zu dieser Zeit einer der bedeutendsten Experten für die Crocodylomorpha des Juras, bemühte sich darum das Fossil begutachten zu dürfen. Morel de Glasville blieb indessen bei seiner Entscheidung und lehnte alle Anfragen und Angebote ab. Eudes-Deslongchamps beschwerte sich daraufhin am 6. Juli 1872 in einem Brief an Hébert, in dem er Morel de Glasville wörtlich mit einem „Geizhals“ verglich („… comme un avare …“) und erwähnte auch, dass er vermute, Morel de Glasville würde den kommerziellen Wert seines Fundes auf den „sagenhaften Preis von 20.000 Francs“ („… prix fabuleux 20 mille francs …“) schätzen.

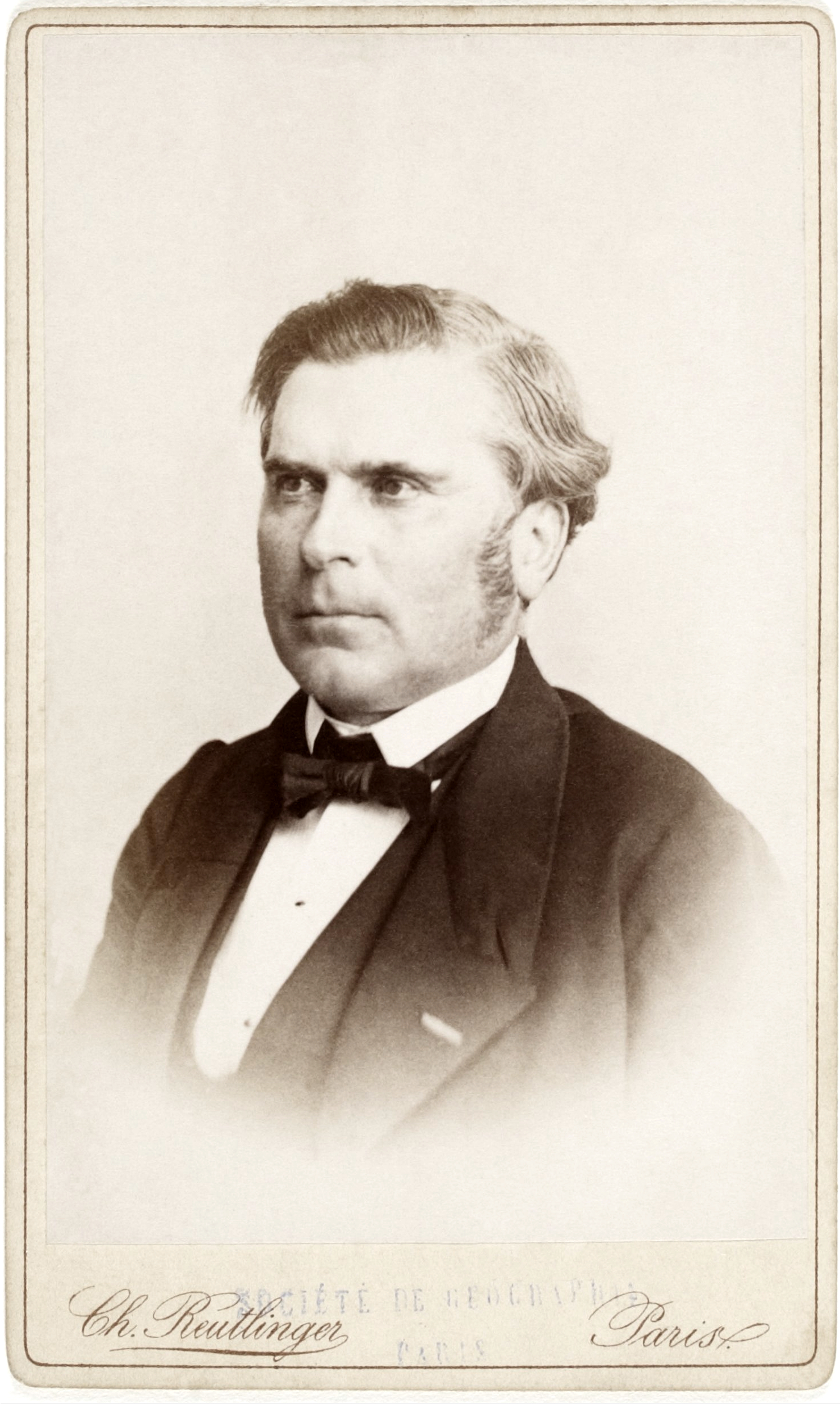
Edmond Hébert, Namenspatron der Typusart Proexochokefalos heberti

Morel de Glasville zog sich aus der Société géologique de France zurück und widmete sich in den nächsten Jahren der Freilegung und Beschreibung seines Fundes. Erst 1875 beantragte er seine Wiederaufnahme in die Société, die ihm, mit Aussicht auf eine Veröffentlichung seiner Untersuchungen im folgenden Jahr, gewährt wurde. Gleichzeitig nutzte er diese Jahre um seine Kenntnisse in Geologie und Paläontologie zu vertiefen, indem er Kurse an der entsprechenden, damals unter der Leitung von Edmond Hébert stehenden, Fakultät der Sorbonne besuchte.
Am 3. April 1876 war es soweit, dass Morel de Glasville seine Untersuchungsergebnisse der Société géologique de France präsentieren konnte. Mit seiner Wahl des Artzusatzes heberti ehrte er ausdrücklich seinen Förderer Edmond Hébert. Zwei Jahre später wurde sein Fund auf der Pariser Weltausstellung von 1878 einer breiteren Öffentlichkeit vorgestellt. Im März 1880 stellte Morel de Glasville der Société eine zweite Analyse des Schädels vor, in der er einige Schlussfolgerungen aus der Erstbeschreibung von 1876 revidierte.
Als Abel Morel de Glasville am 11. August 1889 verstarb, ging das Fossil in den Besitz seiner älteren Schwester, Aline Clotilde Fessard, über, deren finanzielle Interessen von ihren beiden Söhnen, René und Jules Fessard, vertreten wurden. Albert Gaudry nahm im Oktober 1889 Kontakt mit den Brüdern Fessard auf und versuchte das wertvolle Fossil für das Muséum national d’histoire naturelle (MNHN) zu erwerben. Ein erstes Kaufangebot in der Höhe von 4.000 Francs wurde von den Fessards jedoch abgelehnt. Man einigte sich einen Monat später schließlich auf einen Preis von 5.000 Francs, weit weniger als der angeblich von Morel de Glasville ursprünglich geschätzte Wert, aber immer noch eine nicht unbeträchtliche Summe, wenn man bedenkt, dass das Jahresgehalt eines Arbeiters jener Zeit bei etwa 1.000 bis 1.500 Francs lag. Tatsächlich verfügte Gaudry für derartige Ankäufe nur noch über ein Budget von 2.000 Francs. Um die gesamte Summe aufbringen zu können, musste er einen außerordentlichen Antrag beim Finanzausschuss des Museums einreichen. Offenbar dauerte es einige Zeit, bis die zusätzlichen Geldmittel verfügbar waren, denn das Fossil wurde erst am 2. April 1890 im Katalog der paläontologischen Sammlung des Museums eingetragen. Der Holotypus von Proexochokefalos heberti wird dort heute noch unter der Inventarnummer MNHN.F 1890-13 aufbewahrt.

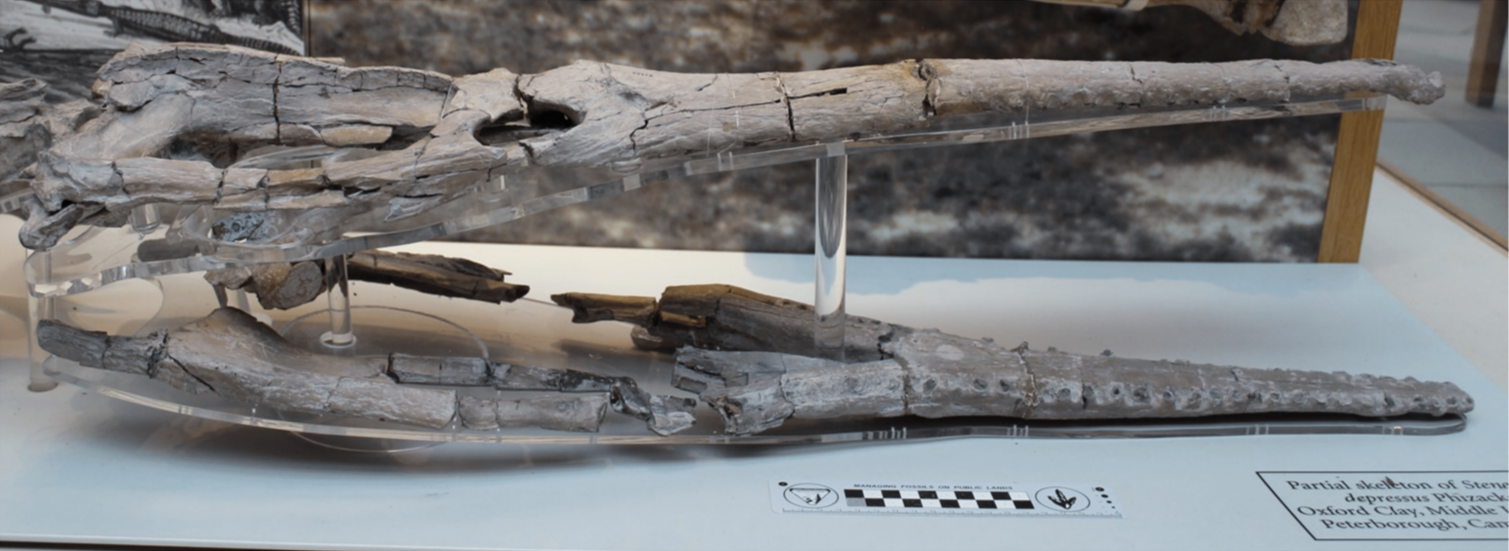
Steneosaurus depressus (Schädelexemplar OUMNH J.01420) wird als Juniorsynonym von Proexochokefalos heberti interpretiert.

Aline Clotilde Fessard, die letzte Privatbesitzerin des Fossils, verstarb, nur fünf Tage nach dessen offizieller Übernahme durch das Museum, am 7. April 1890 im Alter von 73 Jahren.
Die 1951 auf Basis des Schädelexemplars (OUMNH J.01420) aus dem Callovium der Oxford-Clay-Formation Englands beschriebene Art Steneosaurus depressus wurde 1995 als Juniorsynonym von Steneosaurus heberti gewertet. Dieser Einschätzung folgten vorläufig auch andere Autoren.
Bereits 1872 hatte Henri-Émile Sauvage aus dem Kimmeridgium von Boulogne-sur-Mer auf Basis eines Schädels samt Unterkiefer sowie einiger Wirbel ein ähnliches Fossil als Steneosaurus bouchardi beschrieben. Friedrich von Huene beschrieb 1926 einen teilerhaltenen Schädel und ein Unterkiefer aus dem Kimmeridgium von Solothurn als der Art Steneosaurus bouchardi zugehörig. Dieser Fossilbeleg wurde 2014 allerdings Machimosaurus hugii zugeordnet und wird hier nicht weiter berücksichtigt.
Éric Buffetaut und Michel Makinsky beschrieben 1984 einen Schädel aus dem Kimmeridgium von Villerville und verglichen ihn mit Steneosaurus bouchardi jedoch ohne das Fossil eindeutig dieser Art zuordnen zu können (Steneosaurus cf. bouchardi). Gleichzeitig identifizierten sie den von Sauvage beschriebenen Holotypus aufgrund einiger anatomischer Merkmale (geringe Größe, deutlich erkennbare Schädelnähte, fehlende Ornamentierung der Schädelknochen) als Jungtier, wodurch seine Verwendbarkeit in phylogenetischen Analysen stark eingeschränkt wird.
Im Vorfeld und auch noch während der eigentlichen Arbeiten zum Bau der Schweizer Autobahn A16 („Transjurane“) wurden ab dem Jahr 2002 umfangreiche paläontologische Erkundungen und auch gezielte Grabungen entlang der Trasse in der Ajoie im Kanton Jura durchgeführt. Im Zuge dieser, mehrere Jahre andauernden, Arbeiten konnte 2010 aus den „Virgula-Mergeln“ (Oberes Kimmeridgium) der Reuchenette-Formation an der Fundstelle „Courtedoux-Sur Combe Ronde“ („CTD-SCR“) ein disartikuliertes (nicht mehr im anatomischen Zusammenhang stehendes) Teilskelett von Steneosaurus cf. bouchardi (SCR010-374) geborgen werden. Ein rund 1 m langer Unterkiefer (TCH006-1439) aus denselben Mergeln der Fundstelle „Courtedoux-Tchâfouè“ („CTD-TCH“) wurde ebenfalls Steneosaurus cf. bouchardi zugeordnet.
Zu diesem Zeitpunkt war die Gattung Steneosaurus schon längere Zeit als nur unzureichend definiertes und problematisches Papierkorb-Taxon bekannt, das sich in phylogenetischen Analysen immer wieder als paraphyletisch oder polyphyletisch erwiesen hatte. Spätestens ab den 1980er-Jahren hatten Autoren auf diese Mängel hingewiesen und eine umfassende Revision der bereits 1825 etablierten Gattung angeregt. Eine entsprechende Revision wurde jedoch erst im Jahr 2020 veröffentlicht, wobei in einem ersten Schritt die Forschungsgeschichte der Gattung Steneosaurus aufgearbeitet wurde. Die Autoren der Revision konnten darlegen, dass der Gattung nie offiziell eine Typusart zugeordnet worden war. Nach den Regeln der ICZN war dementsprechend die erste unter diesem Namen beschriebene Art, Steneosaurus rostromajor, als Typusart zu werten. Das Typusmaterial von Steneosaurus rostromajor, ein Schädelfragment und ein zweiteiliges Oberkiefer-Fragment, erwies sich jedoch als paläontologische Chimäre. Das Schädelfragment erwies sich als zu Metriorhynchus superciliosus aus der Gruppe der Metriorhynchoidea zugehörig. Die beiden Oberkieferfragment konnten zwar als einem Vertreter der Teleosauroidea zugehörig identifiziert werden, wiesen jedoch keine diagnostischen Merkmale auf, die eine Zuordnung auf Gattungs- oder gar Artebene ermöglicht hätten. Steneosaurus rostromajor wurde dementsprechend als Nomen dubium gewertet und die gesamte Gattung Steneosaurus, nunmehr offiziell ohne eindeutig definierte Typusart, de facto für ungültig erklärt.
In einem zweiten Schritt wurden die besser diagnostizierbaren Arten der Gattung Steneosaurus auf insgesamt sieben neu oder erneut eingeführte Gattungen aufgeteilt. Steneosaurus heberti und Steneosaurus cf. bouchardi wurden dabei der neu aufgestellten Gattung Proexochokefalos zugeordnet. Steneosaurus depressus wurde zwar als wahrscheinliches Juniorsynonym von, nunmehr, Proexochokefalos heberti bestätigt, in der entsprechenden Analyse jedoch nicht weiter berücksichtigt. Die meisten Fachleute akzeptierten dies Neugliederung relativ rasch, vereinzelt gab es jedoch auch Gegenstimmen. So beschrieb ein Autorenteam 2021 ein Schädelfragment aus den Marnes de Dives der „Vaches-Noires“ als Steneosaurus cf. heberti und argumentierte dabei insbesondere damit, dass die (durchaus als drastisch zu bezeichnende) Auflösung der Gattung Steneosaurus im Widerspruch zu der, ebenfalls von der ICZN eingeforderten, Verpflichtung, nach Möglichkeit, eine gewisse taxonomische und nomenklatorische Stabilität beizubehalten, stünde.
Eine 2024 veröffentlichte, umfassende phylogenetische Analyse der Thalattosuchia bestätigte hingegen die Gattung Proexochokefalos als monophyletische Gruppe abseits anderer ehemaliger Vertreter der aufgelösten Gattung Steneosaurus.

## Merkmale

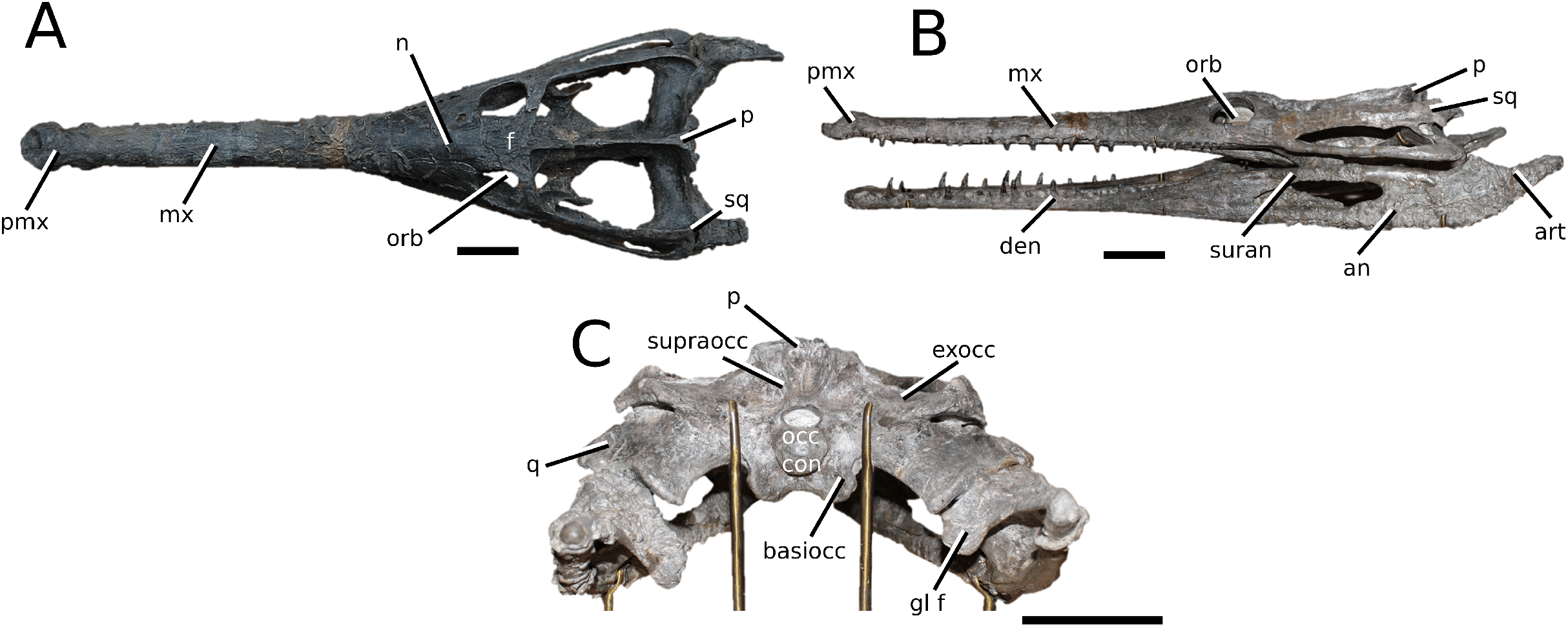
Proexochokefalos heberti Holotypus (MNHN.F 1890-13) in (A) dorsaler, (B) lateraler und (C) occipitaler Ansicht

Das Typusexemplar (MNHN.F 1890-13), ein nahezu vollständiger Schädel samt Unterkiefer, weist eine Gesamtlänge von etwas mehr als 1,3 m auf, was auf ein Tier mit einer Gesamtlänge von mehreren Metern schließen lässt.
Namensgebend für die Gattung sind kräftig ausgebildete Knochenhöcker (Tuberositas) im Bereich des Hinterhauptbeins. Weitere gattungstypische Merkmale sind die, im Vergleich zu anderen Vertretern der Teleosauroidea, nur mäßig langgestreckte Schnauze („mesorostrine Schädelform“) und das Fehlen einer median gelegenen Furche im Bereich des Nasenbeins.
Im Oberkiefer befinden sich auf jeder Seite 30 (Proexochokefalos cf. bouchardi) beziehungsweise 39–40 Zähne (Proexochokefalos heberti). Die Kiefer sind generell robust gebaut und weisen große, deutlich ausgeprägte Muskelansatzstellen auf.

## Systematik
In einer 2024 veröffentlichten phylogenetischen Analyse zeigt sich Proexochokefalos innerhalb der Teleosauroidea tief verwurzelt in der Gruppe der Machimosauridae, während sich andere, ehemals der Gattung Steneosaurus zugeordnete Formen, wie etwa Seldsienean in deren Schwestergruppe, den Teleosauridae, wiederfinden. Proexochokefalos bildet gemeinsam mit Neosteneosaurus, Andrianavoay und der Klade der Machimosaurini die Gruppe der Machimosaurinae innerhalb der Machimosauridae. Die Machimosauridae hingegen zeigen sich in dieser Analyse als Polytomie aus der Klade der Machimosaurinae, den Gattungen Charitomenosuchus, Macrospondylus und Deslongchampsina sowie einer noch namenlosen Form aus dem Unteren Jura von Marokko.
Die Machimosaurinae sind dementsprechend, als stammbasiertes Taxon im Rang einer Unterfamilie, definiert als „die größte Klade innerhalb der Teleosauroidea, die Machimosaurus hugii enthält, nicht jedoch Deslongchampsina larteti, Macrospondylus bollensis und Charitomenosuchus leedsi“.

## Biologie
Johnson et al. (2020) betrachten die Proexochokefalos als Erfüllung der generalistischen Gilde, die in der Lage ist, eine Vielzahl von Meeresorganismen zu jagen.

## Referenzen
- Michela M. Johnson; Mark T. Young; Stephen L. Brusatte (2019). Re-description of two contemporaneous mesorostrine teleosauroids (Crocodylomorpha: Thalattosuchia) from the Bathonian of England and insights into the early evolution of Machimosaurini. Zoological Journal of the Linnean Society. Advanced online publication. doi:10.1093/zoolinnean/zlz037. hdl:1842/36656.
- Johnson, Michela M.; Young, Mark T.; Steel, Lorna; Foffa, Davide; Smith, Adam S.; Hua, StÉphane; Havlik, Philipe; Howlett, Eliza A.; Dyke, Gareth (2017). Re-description of 'Steneosaurus' obtusidens Andrews, 1909, an unusual macrophagous teleosaurid crocodylomorph from the Middle Jurassic of England. Zoological Journal of the Linnean Society. 182(2): 385–418. doi:10.1093/zoolinnean/zlx035.